# Nicolas Arcales
Nicolas T. Arcales (ur. 11 lutego 1915) – filipiński zapaśnik walczący w stylu wolnym i judoka. Olimpijczyk z Melbourne 1956, gdzie zajął trzynaste miejsce w kategorii do 79 kg.
Wicemistrz igrzysk azjatyckich w 1954 i trzeci w 1958 roku. Uczestnik MŚ w judo w 1956 roku.

## Letnie Igrzyska Olimpijskie 1956
| Konkurencja      | Rundy eliminacyjne   | Rundy eliminacyjne         | Klas. końcowa |
| Konkurencja      | Przeciwnik I         | Przeciwnik II              | Miejsce       |
| ---------------- | -------------------- | -------------------------- | ------------- |
| 79 kg styl wolny | Johann Sterr (FRG) P | Georgij Szirtladze (SUN) P | 13.           |